# Velburg
Velburg – miasto w Niemczech, w kraju związkowym Bawaria, w rejencji Górny Palatynat, w regionie Ratyzbona, w powiecie Neumarkt in der Oberpfalz. Leży w Jurze Frankońskiej, około 15 km na wschód od Neumarktu, przy autostradzie A3.

## Dzielnice
W skład miasta wchodzą następujące dzielnice:
- Deusmauer
- Günching
- Lengenfeld
- Oberweiling
- Oberwiesenacker
- Prönsdorf
- Ronsolden

## Zabytki
- ruiny grodu Velburg
- ruiny zamku Helfenberg
- kościół pw. św. Jana Baptysty (St. Johannes-Baptist), najstarsze części kościoła pochodzą z XIII w.
- późnogotycki kościół pw. św. Wolfganga (St. Wolfgang)
- kościół pw. Serca Jezusowego (Herz Jesu)
- jaskinia Hoch
- jaskinia König-Otto z naciekami